# エリン・パール
エリン・パール（英語: Erin Pearl, 1982年5月3日 - ）は、アメリカ合衆国メイン州出身の元フィギュアスケート選手（女子シングル）。
1999年四大陸フィギュアスケート選手権アメリカ代表。2000年引退。

## 経歴
活躍時期はちょうど国際スケート連盟主催の国際競技会が整備され始めた時期に重なり、始まったシーズンのISUジュニアシリーズ大会で3位、1999年の第1回四大陸選手権で4位に入っている。全米フィギュアスケート選手権に出場したのもこの2シーズンで、2000年に引退した。

## 主な戦績
| 大会/年           | 1997-98 | 1998-99 |
| ----------------- | ------- | ------- |
| 四大陸選手権      |         | 4       |
| 全米選手権        | 3 J     | 5       |
| JGP SNPバンスカー |         | 3 J     |
| JS SNP            | 3 J     |         |